# Hanna (Oklahoma)
Hanna es un pueblo ubicado en el condado de McIntosh en el estado estadounidense de Oklahoma. En el año 2010 tenía una población de 138 habitantes y una densidad poblacional de 460 personas por km².

## Geografía
Hanna se encuentra ubicado en las coordenadas 35°12′15″N 95°53′22″O / 35.20417, -95.88944 (35.204186, -95.889423).

## Demografía
Según la Oficina del Censo en 2000 los ingresos medios por hogar en la localidad eran de $25,893 y los ingresos medios por familia eran $26,607. Los hombres tenían unos ingresos medios de $18,542 frente a los $16,071 para las mujeres. La renta per cápita para la localidad era de $5,845. Alrededor del 33.8% de la población estaban por debajo del umbral de pobreza.